# Andrzej Umiński
Andrzej Umiński (ur. 1 października 1956 w Rybnie, zm. 5 czerwca 2015 w Iławie) – polski polityk, przedsiębiorca, rzemieślnik, poseł na Sejm III i IV kadencji.

## Życiorys
Syn Zygmunta i Janiny. Był absolwentem technikum mechanicznego. Od 1984 prowadził prywatną działalność gospodarczą, był właścicielem firmy UMI-Drex w Iławie produkującej meble ogrodowe. Zasiadał we władzach Związku Rzemiosła Polskiego i izby rzemieślniczej w Olsztynie. W latach 1994–1998 był przewodniczącym iławskiej rady miasta. Od 2000 do 2005 pełnił funkcję posła III i IV kadencji wybranego z listy Sojuszu Lewicy Demokratycznej w okręgach olsztyńskim i elbląskim. W 2005 nie ubiegał się o reelekcję.
W 1997 otrzymał Srebrny Krzyż Zasługi.
Pochowany na cmentarzu komunalnym w Iławie.